# Kangbuk-ku
Kangbuk-ku (hangul:  강북구, handzsa:  江北區, RR: Gangbuk-gu) Szöul 25 kerületének egyike, itt található az Álomerdő, mely a város negyedik legnagyobb parkja, 662 627 m²-en terül el klasszikus koreai pavilonokkal, vadvirágkertekkel. A kerületet 1995-ben hozták létre Tobong-ku (Dobong-gu) kerületből részeket leválasztva.

## Tongok(Dongok)
- Mia-tong (Mia-dong) (미아동, 彌阿洞
  - Szamgakszan-tong (Samgaksan-dong) (삼각산동, 三角山洞)
  - Szamjang-tong (Samyang-dong) (삼양동, 三陽洞)
  - Szongcshon-tong (Songcheon-dong) (송천동, 松泉洞)
  - Szongdzsung-tong (Songjung-dong) (송중동, 松中洞)
- Pon-tong (Beon-dong) (번동,  樊洞)
- Szuju-tong (Suyu-dong) (수유동, 水踰洞)
  - Inszu-tong (Insu-dong) (인수동, 仁壽洞)
- Ui-tong (Ui-dong) (우이동, 牛耳洞)